# Квидич кроз векове
Квидич кроз векове (енгл. Quidditch Through the Ages) је књига коју је написала Џ. К. Роулинг, како би помогла добротворној организацији Comic Relief. Продајом ове књиге, као и књиге Фантастичне звери и где их наћи, сакупљено је 15,7 милиона фунти за најсиромашнију децу на свету.

## Књига
Ова књига је у „нормалском” свету репродукција имагинарне књиге која припада Хогвортској библиотеци. У свету Хари Потера, ову књигу је написао Кенилворти Висп, стручњак за квидич.
Књига се бави настанком летеће метле, историјом квидича и првим играма квидича, али доноси и списак квидичких клубова у Британији и Ирској. Мадам Пинс, библиотекарка на Хогвортсу, тврди да ову књигу „вуцарају, балаве по њој и уопштено злостављају” готово сваки дан, а Албус Дамблдор каже да је то велики комплимент за сваку књигу.
Оригинални примерак из Хогвортса има упозорење Мадам Пинс, у којем пише да ће кога код ко покуша да уништи књигу достићи црни ужас. У „нормалском” издању књиге постоји и Дамблдорово упозорење, у којем пише да је књига под „лоповском клетвом” која ће задесити сваког ко је предуго чита без плаћања.

## Кенилворти Висп
Кенилворти Висп је имагинарни аутор књиге Квидич кроз векове. У свету Харија Потера, он је признати стручњак за квидич, a уједно и фанатик. Написао је многе књиге o квидичу: Чудеса Вигтаунских луталица, Летео је као луд и Батинање Блаџерки – студија одбрамбених стратегија у квидичу.
Кенилворти Висп живи у Нотингамширу, a своје време проводи или код кућe или "где год да Вигтаунске луталице (његов најдражи клуб) играју ове недеље". Његови хобији су бекгемон, вегетаријанско кулинарство и сакупљање старих летећих метли.